# Oppen
Oppen is een plaats in de Duitse gemeente Beckingen. Het dorp met 1.000 inwoners ligt in het Bundesland Saarland.